# Multiplex (télévision / radio)
Pour les articles homonymes, voir Multiplex.
 (avril 2021).
La mise en forme du texte ne suit pas les recommandations de Wikipédia : il faut le « wikifier ».
Les points d'amélioration suivants sont les cas les plus fréquents. Le détail des points à revoir est peut-être précisé sur la page de discussion.
- Les titres sont pré-formatés par le logiciel. Ils ne sont ni en capitales, ni en gras.
- Le texte ne doit pas être écrit en capitales (les noms de famille non plus), ni en gras, ni en italique, ni en « petit »…
- Le gras n'est utilisé que pour surligner le titre de l'article dans l'introduction, une seule fois.
- L'italique est rarement utilisé : mots en langue étrangère, titres d'œuvres, noms de bateaux, etc.
- Les citations ne sont pas en italique mais en corps de texte normal. Elles sont entourées par des guillemets français : « et ».
- Les listes à puces sont à éviter, des paragraphes rédigés étant largement préférés. Les tableaux sont à réserver à la présentation de données structurées (résultats, etc.).
- Les appels de note de bas de page (petits chiffres en exposant, introduits par l'outil «  Source ») sont à placer entre la fin de phrase et le point final[comme ça].
- Les liens internes (vers d'autres articles de Wikipédia) sont à choisir avec parcimonie. Créez des liens vers des articles approfondissant le sujet. Les termes génériques sans rapport avec le sujet sont à éviter, ainsi que les répétitions de liens vers un même terme.
- Les liens externes sont à placer uniquement dans une section « Liens externes », à la fin de l'article. Ces liens sont à choisir avec parcimonie suivant les règles définies. Si un lien sert de source à l'article, son insertion dans le texte est à faire par les notes de bas de page.
- La présentation des références doit suivre les conventions bibliographiques. Il est recommandé d'utiliser les modèles {{Ouvrage}}, {{Chapitre}}, {{Article}}, {{Lien web}} et/ou {{Bibliographie}}. Le mode d'édition visuel peut mettre en forme automatiquement les références.
- Insérer une infobox (cadre d'informations à droite) n'est pas obligatoire pour parachever la mise en page.

Pour une aide détaillée, merci de consulter Aide:Wikification.
Si vous pensez que ces points ont été résolus, vous pouvez retirer ce bandeau et améliorer la mise en forme d'un autre article.
 (avril 2021).
Un multiplex ou mux est un regroupement de services de programmes sous forme de paquets de données entrelacés pour diffusion sur un réseau ou pour une diffusion hertzienne. Les services et programmes sont séparés à la réception : on parle alors de démultiplexage.
Ce principe s'est développé avec l'avènement des technologies de compression numériques : la diffusion simultanée de différents programmes sur une même fréquence est rendue possible. Ce terme technique ne doit pas être confondu avec la notion de bouquet qui représente la totalité des canaux de l'offre commerciale mis à la disposition du client : ainsi un bouquet de chaîne est souvent composé de plusieurs multiplex.
Le contenu d'un multiplex remplit 3 fonctions : décrire son contenu afin d'être correctement interprété par le récepteur, transmettre les signaux audio et/ou vidéo et transmettre des données de services complémentaires.

## En télévision
Les données des différents services chaines, radio guide des programmes ou mise à jour de micrologiciel sont assemblés et répartis afin de ne pas dépasser la bande passante maximale fonction de la bande passante et de la norme de diffusion.
La norme de diffusion dépend du moyen de diffusion :
- pour le terrestre on utilise le DVB-T ou le DVB-T2 en Europe ou encore l'ATSC en Amérique du Nord et l'ISDB-T au Japon ;
- pour le câble, on utilise le DVB-T, le DVB-C ou le DVB-C2 ;
- pour le satellite , le DVB-S, DVB-S2 ou le DVB-S2X ;
- pour la diffusion sur mobile le DVB-H, le T-DMB.

### Les données de structuration du multiplex
Dans un multiplex vidéo les informations spécifiques au programme sont un ensemble de métadonnées regroupées au sein de 3 tables :
La table PAT (Program Association Table) contient la liste des services contenus dans le multiplex ainsi que pour chaque service un lien vers la table PMT (Program Map Table) associée. Cette seconde table, la PMT contient les adresses des flux audio et vidéo du service considéré. La troisième table est optionnelle c'est la CAT (Conditional Access Table) qui n'est présente que si des chaines chiffrées sont véhiculées par le Multiplex.

### Les données d'information sur le réseau
Une table supplémentaire : la NIT (Network information table) décrit la topologie du réseau comme les fréquences de diffusion du multiplex courant mais aussi des autres multiplex. Sur un récepteur satellite ces tables NIT permettent de réaliser une recherche « réseau » et de trouver rapidement les autres répéteurs, même pour les fréquences qui n'ont pas été préprogrammés en usine.

## le cas du multiplex R1 de la TNT française

### Contenu et identification

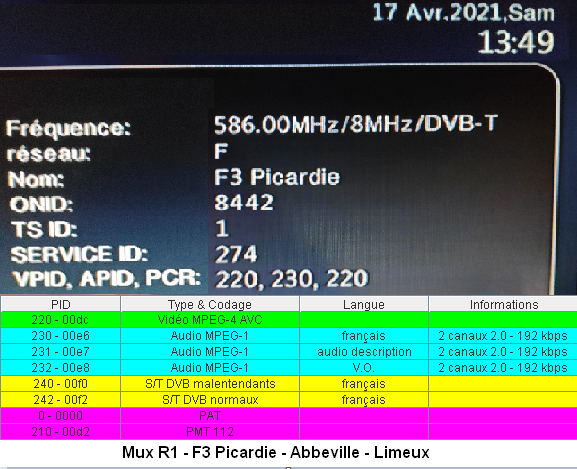
Exemple de F3 Picardie sur le multiplex R1 de l'émetteur d'Abbeville-Limeux (adaptateur TNT en haut et analyse sur PC en bas)

La TNT française est diffusée en DVB-T, les multiplex TNT. À la réception, un certain nombre de "balises" : les identificateurs de paquet (les PID) permettent au décodeur de savoir comment exploiter les données.
Le paramètre le plus connu est le LCN par exemple pour TF1 le LCN est 1 (c'est la chaîne 1).
Cependant, ce mode d'identification n'est pas suffisant : par exemple pour un téléspectateur Calaisien qui reçoit la TNT anglaise le LCN de BBC1 est également 1. C'est là qu'entre le paramètre du réseau l'ONID (original network id) qui identifie le réseau de TNT pour la France l'ONID est 8442 alors que le Royaume-Uni utilise l'identifiant de réseau 9018. Ainsi lors d'une recherche TNT France, le récepteur ne considérera que les LCN des chaînes du réseau 8442, les chaînes étrangères seront mémorisées dans l'ordre de réception typiquement à partir du numéro 800.
Un téléspectateur peut également recevoir plusieurs émetteurs, dans ce cas seul le multiplex le plus puissant sera mémorisé. Dans le cas de programmes régionaux (sur l'image F3 Picardie), l'identifiant de service permet de ne mémoriser que les chaînes absentes d'un multiplex reçu plus faiblement : par exemple si un tuner reçoit les mux R1 picard (signal fort) et normand (signal plus faible), seule la déclinaison de F3 Haute-Normandie sera mémorisée à la suite des chaînes classiques. L'identifiant de service sera différent 281 alors que celui de F3 Picardie est 274. Pour les autres chaînes du multiplex comme France 2 l'identifiant de service étant identique, il n'y aura pas de mémorisation.
D'après une procédure de gestion du CSA, l'identifiant d'une version de France 3 peut être réutilisé pour une autre région pourvue que celle-ci ne soit pas contiguë. Ainsi 274 l’identifiant de F3 Picardie est également l'identifiant de F3 Alsace.
Finalement un service est considéré comme identique pour un récepteur, si le triplet  (ONID/numéro de multiplex (TSID)/ identifiant de service) est le même: ce principe de fonctionnement est décrit dans la documentation publiée par le CSA

### L’identification de l'isofréquence (SFN)
La transmission numérique est adaptée à la diffusion simultanée sur une même fréquence d'un même multiplex, on parle alors de réseau SFN (Single Frequency network). Pour que cela fonctionne, il est nécessaire que l'intervalle de garde (terme relatif à la technologie de diffusion se reporter à l'article sur l'OFDM )  soit suffisant et que le récepteur puisse interpréter le fait que le flux fasse partie d'un réseau SFN. Pour ce faire le multiplex contient un paramètre d'identification de l'émetteur pilote le "cell_id". Si l’émetteur n'est pas en SFN ce paramètre contient la valeur 0.
Le réseau R1 précédent est bien en SFN et le cell_id transmis est 0125A. Un des émetteurs pilotés est celui d'Amiens-Dury (site towercast), il transmet également le même cell_id. Pour limiter l'effet de décalage entre la réception des signaux des deux émetteurs, ces données ne sont pas envoyées de manière synchrone mais avec un décalage par rapport à l'émetteur principal : le CSA annonce un décalage de 130 microsecondes.
Pendant ces 130 μs, le signal de l'émetteur principal aura parcouru un peu moins de 39 km (vitesse de la lumière*130 μs) ce qui correspond à la distance entre les deux émetteurs.

### Les flux principaux de données (audio, vidéo et sous-titrage)

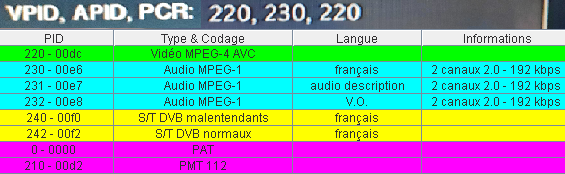
Focus sur les données contenues pour le service F3 Picardie

Dans le flux présenté sur la photo, lorsque le service F3 Picardie est sélectionné, la table PAT renvoie à la table de mappage PMT 112. Cette table PMT recense l'ensemble des adresses (PID) des flux associés à cette chaîne ainsi que le type de données contenues (colonne type & codage) dans chacun de ces flux (lignes en vert,bleu et jaune sur l'image).
Le flux vidéo est en vert sur cette analyse du multiplex (la norme AVC : Advanced Video Coding est l'autre nom du H.264).
En bleu ciel on trouve l'ensemble des flux audio associé le codage et la langue: Français, audiodescription, ou version originale, sur l'adaptateur TNT la langue française est sélectionnée: le PID audio (APID) est 230.
L'information PCR (Program Clock Reference) contient les données permettant la synchronisation de l'image avec le son et le sous-titrage. Ces données sont généralement contenues dans le flux vidéo : ainsi ce pointeur PID PCR renvoie vers l'adresse 220 qui est la même que la vidéo.
En jaune, on retrouve les informations pour le sous-titrage optionnel : malentendants (avec des informations sur les bruits ou la musique du type "musique de jazz") et les sous-titre normaux pour les téléspectateurs regardant le programme en version originale. Le sous-titrage est envoyé sous  d'images bitmap.

### Les services complémentaires
il s'agit par exemple des événements : EIT (Event Information Table) qui permet de connaitre le nom du programme en cours et du programme suivant ou d'un service télétexte service utilisé en Belgique. Le sous-titrage peut également être transmis sous forme de télétexte (au lieu de DVB), dans ce cas les sous-titres sont présentés sur fond noir.
D'une manière plus générale, l'ensemble des éléments contenus à l'intérieur d'un multiplex DVB-T est défini par le consortium DVB qui édite une documentation permettant aux fabricant de valider leur matériel

### Comportement des récepteurs propriétaires
Si les récepteurs libres captent toutes les chaînes techniquement recevables, ça n'est pas forcément le cas des récepteurs propriétaires.
Les récepteurs TV des opérateurs sont souvent loués au client et reste la propriété du diffuseur. Le diffuseur est alors libre de mettre en place la ligne éditoriale qu'il souhaite. En particulier, la diffusion de chaînes étrangères proposant gratuitement des émissions sportives, films ou séries peut être en concurrence avec l'offre commerciale proposée. La réception des chaînes hors bouquet peut alors être empêchée ou freinée.
La lecture de l'identifiant réseau et service permet d'effectuer ce filtrage.
on distingue 3 types de limitations possibles :
- la limitation logicielle fortuite ou voulue qui est parfois levée à la demande des utilisateurs[10], par exemple pour la TNT Belge.

- la limitation de la liste principale de programmes mémorisés, à titre d'exemple, sur le satellite Astra, Canal ne propose pas dans la numérotation standard la version allemande gratuite d'Eurosport pourtant sur la même fréquence[11] qu'Euronews allemand (proposé en standard), il faut effectuer une recherche étendue afin de capter cette chaîne.

- la limitation matérielle qui est également valable pour les récepteurs libres : le récepteur n'est pas compatible avec la norme de diffusion DVB-T2 ou H265, cas des TNT allemande ou suisse.

### Diffusion de radio en DVB-T
Techniquement possible ce mode de diffusion n'est utilisé en France que sur le signal DVB-T des opérateurs de réseaux câblés.
En Belgique le multiplex wallon diffuse des radios, comme La Première ou Vivacité Bruxelles, par exemple sur l'émetteur de Wavre.

### Diffusion d'une seule chaîne sur un multiplex
Ce mode de diffusion est possible même s'il ne permet pas d'optimiser l'utilisation du spectre hertzien, dans ce cas on parle de simplex. La chaîne éphémère terre d'info TV a utilisé cette méthode sur l'émetteur de la Tour Eiffel.
Les simplex sont également utilisés sur les réseaux de certains hôtels afin d'ajouter un canal d'information sur le réseau de télévision des chambres.

## En radio
En Europe, la norme DAB+ permet la diffusion de multiplex radiophoniques sur la bande VHF et éventuellement en bande L.